# Truusje Koopmans
Truusje Koopmans (Den Haag, 2 maart 1927 - Marbella, 20 september 2003) was een Nederlandse zangeres.
Koopmans trad in de jaren vijftig en zestig veelvuldig op voor de radio. In augustus 1956 had ze een hit met Ik wil kussen, kussen, kussen.
Ze schreef en zong ook het nog altijd bij velen bekende intro van de populaire radiorubriek, de groenteman.
Tja tja tja, wat zullen we eten?
Tja tja tja, wie zal dat weten?
Wie is de man die mij dat zeggen kan?
De Groenteman!..... Tja tja tja
Er was ook een eindtune met de tekst:
’’Onthoud het goed, onthoud het goed’’
’’t Is de groente die ‘t ‘m doet!’’ Tsja tsja tsja
Het programma (van de AVRO) handelde over de prijzen van groenten, de groente van het seizoen en dergelijke, maar er werden ook recepten verteld. Het liedje werd gezongen als een dansje, de chachacha, zodat veel mensen het tja-tja-tja verstonden als chachacha.
Het programma was erop gericht om, via een sketch voor een dame (klant) en een heer (de groenteman die, zoals toen voorkwam, met zijn waren langs de deur kwam) informatie aan de huisvrouw te verschaffen en manieren om die producten te bereiden als idee voor het avondeten (zie de eerste regel van de intro). Daarom werd het uitgezonden rond half negen in de ochtend, een tijdstip waarop manlief naar zijn werk en de kinderen naar school waren, op alle dagen in de week behalve in het weekend. 
Truusje Koopmans zong alleen de begin- en eindtune, de sketch zelf werd opgevoerd door het echtpaar Kees en Hermien de Wolf. 
Verder schreef ze het lied Koffie, koffie, lekker bakkie koffie dat door Rita Corita tot een hit werd gemaakt.
Truus Ledel-Koopmans overleed in Spanje, haar urn is begraven op de Nieuwe Begraafplaats Zeist naast haar man Wil Ledel.